# Norreskog
Norreskog är ett natur och bebyggelseområde norr om Ivetofta och invid östra stranden av Ivösjön i Bromölla kommun. Från 2015 avgränsar SCB här i södra delen av Norreskog en småort.